# Acorn Electron
Acorn Computer Electron (Electron) је кућни рачунар, производ фирме Acorn Computer који је почео да се израђује у Уједињеном Краљевству током 1983. године.
Користио је MOS 6502A као централни микропроцесор а RAM меморија рачунара Electron је имала капацитет од 32 kb. 

## Детаљни подаци
Детаљнији подаци о рачунару Electron су дати у табели испод.
|                       | |
| [ 1 ]                 | |
| Произвођач            | |
| Тип                   | кућни рачунар                                                                                              |
| Меморија              | 32 |
| Поријекло             | Уједињено Краљевство                                                                                       |
| Година                | 1983 |
| Тастатура             | тастатура, 56 тастера, Бејсик команде директно преко тастера, 10 функцијских тастера (0...9 тастер + FUNC) |
| Процесор              | |
| Фреквенција процесора | 1 |
| RAM                   | 32 |
| ROM                   | 32 |
| Текст                 | 20 x 32, 40 x 25, 40 x 32, 80 x 25, 80 x 32                                                                |
| Графика               | 160 x 256 (4 или 16 боја), 320 x 256 (2 или 4 боје), 640 x 256 (2 боја)                                    |
| Боја                  | 8 боја + 8 треперећих верзија истих боја                                                                   |
| Звук                  | 1 звучни канал + 1 канал бијелог шума, 7 октава.                                                           |
| Димензије             | 16 x 34 x 6,5                                                                                              |
| Портови               | |
| Оперативни систем     | [[]] |